# Hidroarsenicismo

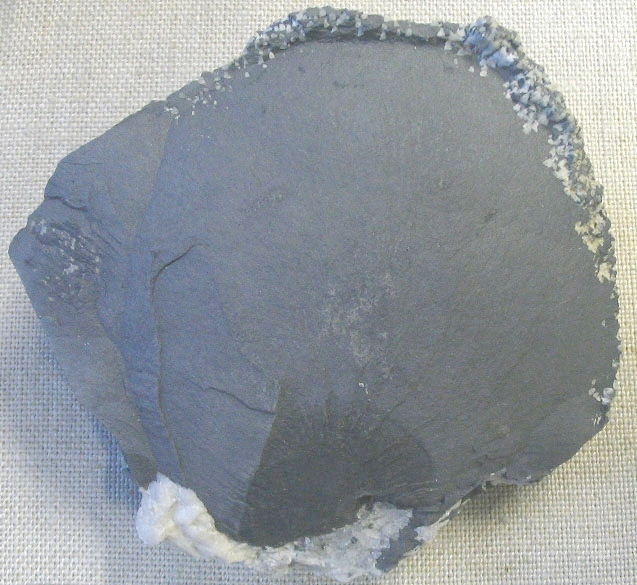
Arsénico de origen natural.

Hidroarsenicismo es una enfermedad ambiental crónica cuya etiología está asociada al consumo de aguas contaminadas con sales de arsénico y que en algunas regiones del mundo es de carácter endémico. En algunos estudios se le llama por su acrónimo HACRE.

## Patología
El hidroarsenicismo crónico endémico provoca alteraciones cardíacas, vasculares y neurológicas, repercusiones en el aparato respiratorio y lesiones hepáticas, renales e hiperqueratosis cutánea que avanzan progresivamente hasta las neoplasias o cáncer.

## Causas
La presencia de arsénico (As) en el agua está asociada a procesos hidrogeológicos naturales en el mayor porcentaje de los casos y también por la intervención humana.
En las causas naturales, las cuencas hidrográficas están asociadas a napas freáticas que subyacen en depósitos naturales de arsénico de origen volcánico. Movimientos geológicos, actividad volcánica y por otro lado la intervención antrópica por la extracción de agua desde pozos superficiales y por la minería (Fundiciones de cobre, plomo y oro) son las causas más comunes.
Los niveles de As en el agua pueden variar ostensiblemente de una fuente a otra, yendo de los 0,1 hasta los 80 ppm (partes por millón) de esta sustancia en las fuentes naturales de agua.
Las causas de origen antropológico están ubicadas en el sector minero donde las grandes fundiciones de cobre (principalmente) generan una gran cantidad de arsénico desde sus scrubbers. Los lodos con arsénico en forma metaliforme son extraídos como borras ácidas en depósitos. Si estas borras se secan se produce un polvo fino y liviano, el viento (contaminación eólica) puede eventualmente transportar el arsénico particulado a los cuerpos de agua o contaminar la tierra. El arsénico inhalado puede causar cáncer de pulmón.
Los compuestos organoarsenicales son menos tóxicos que los inorgánicos.

## Carácter químico del arsénico en el agua
El arsénico está presente en las aguas como arsenito (As3+)o arsenato (As5+) asociado a iones alcalinotérreos dependiendo la existencia de una u otra especie de los valores de pH en que se encuentre. El arsenito está asociado a valores de pH más alcalinos y a pozos profundos mientras que el arsenato se encuentra en aguas con valores de pH más ácidos y a pozos más superficiales. La existencia de una o de otra especie depende además del valor de pH, del potencial redox del medio que está dado por la concentración de oxígeno disuelto. Epidemiológicamente, el arsenito (As3+) es la especie más tóxica en comparación con el arsenato debido a que presenta mejor absorción y solubilidad en el torrente sanguíneo a través del intestino delgado.

### Dinámica química del arsénico en el agua[5]
| Dinámica del arsenato en agua |        |          |         |        |
| Especie/Valor de pH           | 0-2    | 3-6      | 7-11    | 12-14  |
| As5+                          | H3AsO4 | H2AsO4-1 | HAsO4-2 | AsO4-3 |

| Dinámica del Arsenito en agua |        |          |         |        |
| Especie/Valor de pH           | 0-9    | 10-12    | 13      | 14     |
| As3+                          | H3AsO3 | H2AsO3-1 | HAsO3-2 | AsO3-3 |

## Bioquímica de la toxicidad del arsénico en el organismo
El mecanismo de biotoxicidad del arsénico es vía inhibición de la actividad enzimática, el As3+ por interacción con los reactivos puentes sulfhidrilos (-SH) y el As5+ porque sustituye al ion PO43- de las enzimas mitocondriales. Entre los sistemas enzimáticos inhibidos están el sistema dihidrolipoato, un cofactor necesario para que la enzima piruvato-deshidrogenasa actúe en el ciclo de Krebs; y la transformación de la tiamina a acetil-CoA y succinil-CoA.
En consecuencia, se inhibe la fosforilación oxidativa y por ende toda la respiración celular y se produce un fallo multiorgánico.
La tolerancia del individuo está asociada a la capacidad de excreción del arsénico vía urinaria y a la fijación del As en los tejidos.

## Patogenia
El cuadro clínico del hidroarsenicismo se presenta entre los 1 y 5 años de ingesta continua de agua contaminada, por tanto su toxicidad es por bioacumulación en los tejidos de los diferentes órganos del cuerpo. El tiempo en que tarde en manifestarse la enfermedad dependerá de la tolerancia que el individuo tenga frente al arsénico.
Algunos síntomas son la queratodermia en que se produce hiperqueratosis palmar de las manos o los píes y lesiones de tipo odontológicos, ya que el arsénico presenta preferencia por la queratina de la piel o la cavidad bucal provocando necrosis ósea, neuritis faciales.

## Estadios de la enfermedad
Se han identificado al menos cuatro etapas de la enfermedad.
- La primera etapa (estadio hiperhidrótico) es la sudoración excesiva palmar (manos y pies), cefaleas, disnea.

- La segunda etapa (estadio hiperqueratósico) es la etapa queratodérmica en que se produce una hiperqueratosis de los pies y manos, aparecen los primeros signos de alopecia, y aparición de prurito en la piel.[8]

- La tercera etapa (estadio melanodérmico) es la melanodérmica en que aparecen manchas en la piel, decoloraciones semejantes a vitíligo, aparición de melanomas y neuritis periférica. La cavidad bucal se ve afectada con cuadros de gingivitis.[9]

- El cuarto estadio es un síndrome multisistémico, hay compromiso renal, del sistema respiratorio, cirrosis hepática, formación de angiomas y neoplasias (aparición de cáncer).

## Niveles de toxicidad-normativas
La Organización Mundial de la Salud (OMS) ha establecido que los niveles de arsénico en el agua no deben superar las 0,1
partes por millón de arsénico. La US-EPA y la FDA (Food and Drugs Administration: administración de alimentos y medicamentos) recomienda no más de 0,05 ppm de arsénico en agua potable, niveles que aparecen en la mayoría de las normas de agua potable del mundo. Niveles por sobre 0,1 ppm de As ya es considerado como peligroso para la salud. Últimamente se han cuestionado estos niveles de arsénico y se ha propuesto para el agua potable una cantidad máxima persmisible de 0,01 ppm (10 microgramos/L).

## Distribución mundial de la enfermedad.
La distribución mundial del HACRE está bastante documentada:
- Europa:
  - España.
- América del Sur: 
  - zonas áridas del norte de Argentina (provincia de Córdoba, Salta, Jujuy, Provincia de San Luis, Ciudad de San Juan).
  - Chile (Antofagasta)
  - México (Comarca Lagunera).
- Asia:
  - India: Bengala Occidental
  - Bangladés.

## Abatimiento del arsénico en el agua.
El arsénico disuelto puede ser abatido por tratamientos con sistemas de tratamientos con sulfato ferroso, con filtros de lechada de cal y por oxidación del As3+ a As5+ por medio de ozono o hipocloritos para después ser tratado con hidrosulfitos para finalmente ser removido mediante osmosis inversa usando membranas de poliamida. Este último método aunque es más caro es hasta ahora el más eficiente lográndose eficiencias de hasta un 97%.